# Rue du Général-Lucotte
La rue du Général-Lucotte est une voie du 15e arrondissement de Paris, en France.

## Situation et accès
La rue du Général-Lucotte n'est pas à proprement parler une rue. Elle ne comporte aucune habitation. C'est une voie fermée à la circulation concédée à la RATP depuis la réalisation de la ligne de tramway T3. Elle est située dans le 15e arrondissement de Paris. Elle débute  avenue de la Porte-de-Sèvres et se termine au bout de la rue Lucien-Bossoutrot qui est en réalité une impasse. Elle est fermée des deux côtés par un important portail.
Elle sert de voies de service (quatre voies parallèles) pour les ateliers de maintenance de la ligne 3a du tramway, dits de Lucotte qui la bordent au sud. Sur son côté nord se trouve le mur d'enceinte de l'ancien bassin des carènes qui a laissé la place en 2015 à l'Hexagone Balard, opération immobilière destinée à regrouper à Paris le ministère de la Défense, certains de ses services et divers états-majors.

## Origine du nom
Elle porte le nom d'Edme Aimé Lucotte (1770-1825), général français de la Révolution et de l’Empire.

## Historique
Cette voie de service de la RATP, en pied de talus, aménagée à l'époque de la réalisation du boulevard périphérique et provisoirement dénommée « voie AF/15 », a pris sa dénomination actuelle le 30 août 1978. Elle est ignorée de Google Maps et ce n'est pas étonnant puisque, en réalité, ce n'est plus une voie publique mais une voie de garage pour tramways .